# Café de olla
El café de olla es una forma típica de preparar el café en México, que consiste en aromatizarlo con canela y piloncillo (panela); a veces también clavo de olor, chocolate amargo, anís estrellado, pimienta de Tabasco o piel de naranja o de limón. Tradicionalmente se cuece en olla de barro, de ahí su nombre, y se sirve en tazas de forma esférica que también son de barro. La vajilla o loza de barro es muy tradicional en el centrosur de México y se puede encontrar en mercados y supermercados, aunque pueden contener plomo y ser perjudiciales para la salud.
Suele consumirse mucho en las áreas rurales de centro y sur del país, aunque también es fácil de encontrar en las grandes urbes. Se toma todo el año, principalmente en invierno. En Oaxaca se lo conoce como café con panela.

## Historia
El café llegó a México desde África en el siglo XVIII, vía el puerto de Veracruz. El café de olla surgió durante el período virreinal. Más tarde se le agregaron otras especias, como clavo, anís, chocolate.
Erróneamente se dice que es de origen prehispánico y que Moctezuma Xocoyotzin lo tomaba, lo cual es imposible dado que el café llegó a América tras el contacto. Lo que en realidad tomaba Moctezuma era una infusión de miel de abeja, maíz y cacao, que según la Asociación Mexicana de Cafés y Cafeterías de Especialidad «era muy similar a la mezcla que hoy en día es conocida como el café de olla».

## Olla de barro

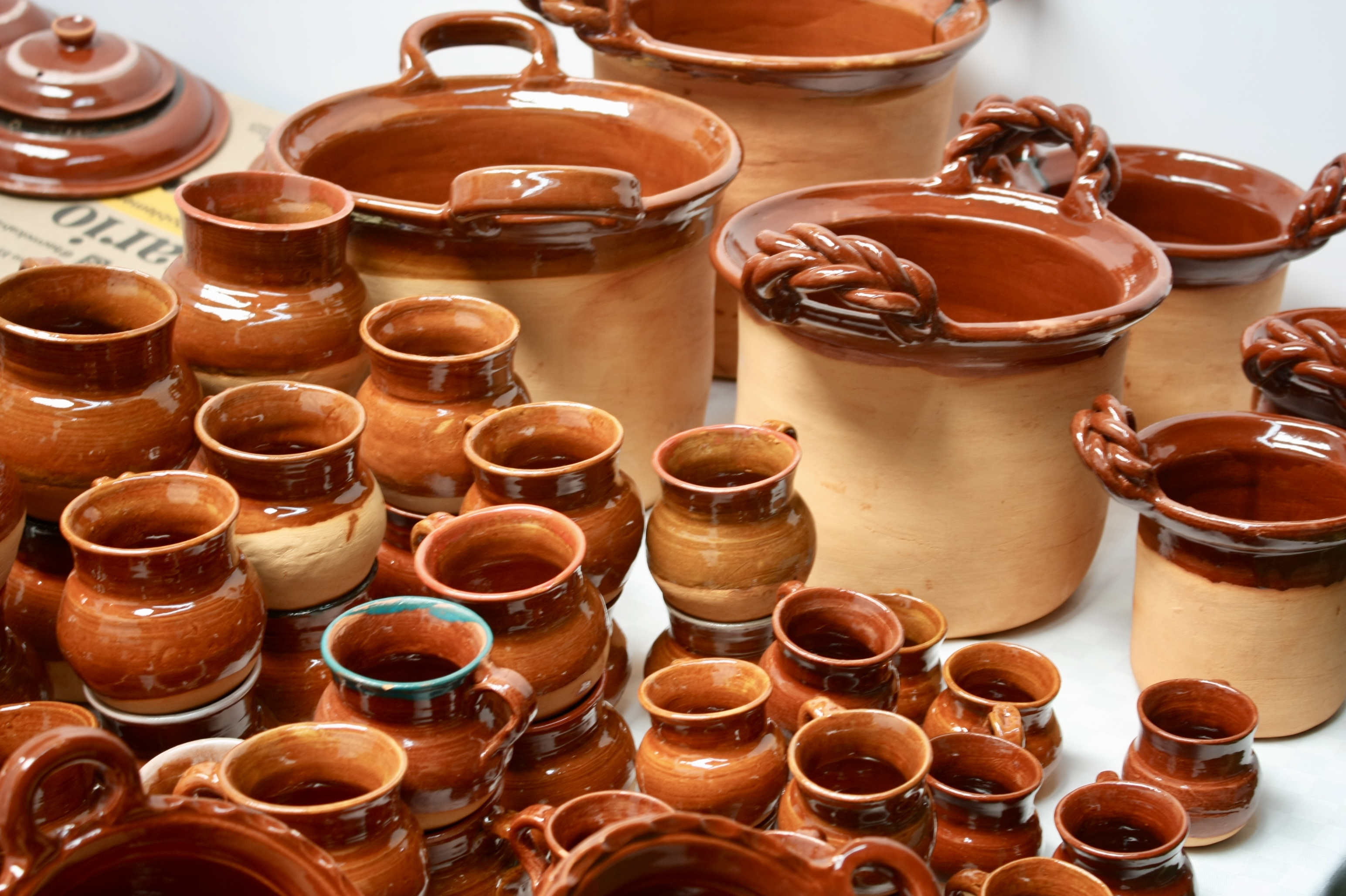
La mayoría de la alfarería mexicana incluye un esmalte brillante que contiene plomo, el cual es muy perjudicial para la salud.

El material del que está hecho la olla realmente afecta al sabor del café, por eso los expertos en la preparación del café de olla recomiendan encarecidamente el uso de ollas de barro. El barro aporta ciertos matices ahumados que el peltre u otros materiales no aportan. En México es bastante sencillo encontrar ollas y tazas de barro a buen precio, sin embargo también se puede hacer uso de las ollas convencionales modernas.

#### Riesgos para la salud
El barro en sí no es un material dañino para la salud, sin embargo, en México la mayoría de cazuelas, platos, sartenes y otros cacharros de barro se barnizan con esmaltes llamados gretas, que pueden contener cantidades significativas de plomo.  El plomo es un metal pesado muy perjudicial para la salud, y pasa a los alimentos al ponerse al fuego o al conservarse alimentos en las ollas de barro por largo tiempo. Especialmente dañino al contacto con alimentos ácidos, como el limón, la cebolla, el vinagre, el tomate, la naranja, etc. Se estima que un 15 % de la población mexicana tiene una concentración desproporcionada de plomo en la sangre (+5 µg⁄dL), y el principal motivo es consumir regularmente alimentos cocinados en alfarería vidriada con greta.
Se trata de un problema de ignorancia, pues los mismos alfareros desconocen en su mayoría que las lacas que usan para abrillantar la cerámica son tan dañinas. Tampoco los compradores tienen conocimiento ni medios para saber si un cazo es libre de plomo o no. El plomo puede provocar daños neurológicos, óseos y en los órganos vitales entre otros, y está correlacionado con numerosas enfermedades cardiovasculares. No obstante, estos daños se provocan silenciosamente, a largo plazo, por lo que no son fácilmente detectables. Fueron las aduanas de Estados Unidos quienes dieron la alarma sobre este tema a fines de los años 90, analizando diversos cazos que provenían de su país vecino del sur. Hasta entonces nadie en México había planteado abiertamente el problema, y todavía (hasta 2020) no existe ninguna certificación para la loza libre de plomo o etiquetado que advierta de los peligros al comprador. Tanto Estados Unidos como la Unión Europea vetan la entrada de loza mexicana en su territorio por incluir plomo.